# Armand Assante
Pour les articles homonymes, voir Assante.
Armand Assante, né le 4 octobre 1949 à New York, est un acteur et producteur américain.

## Filmographie

### Comme acteur
- 1974 : Les Mains dans les poches (The Lord's of Flatbush) de Martin Davidson et Stephen F. Verona avec Perry King, Sylvester Stallone, Henry Winkler : Wedding Guest
- 1974 : How to Survive a Marriage (en) avec F. Murray Abraham, Brad Davis (série télévisée) : Johnny McGee (1974-1975)
- 1963 : The Doctors (en) (série télévisée) : Dr Mike Powers #6 (1975-1977)
- 1978 : La Taverne de l'enfer (Paradise Alley) de Sylvester Stallone : Lenny Carboni
- 1978 : Human Feelings avec Billy Crystal (TV) : Johnny Turner
- 1978 : Lady of the House de Ralph Nelson et Vincent Sherman avec Dyan Cannon (TV) : Ernest de Paulo
- 1978 : Le Pirate (The Pirate) de Ken Annakin avec Franco Nero, Anne Archer, Olivia Hussey, Christopher Lee, Ian McShane (TV) : Ahmed
- 1979 : Prophecy : Le Monstre (Prophecy) de John Frankenheimer : John Hawks
- 1980 : Les Petites Chéries (Little Darlings) de Ronald F. Maxwell avec Tatum O'Neal, Kristy McNichol : Gary
- 1980 : La Bidasse (Private Benjamin) de Howard Zieff : Henri Alan Tremont
- 1980 : Sophia Loren (Sophia Loren: Her Own Story) de Mel Stuart avec Sophia Loren, John Gavin (TV) : Riccardo Scicolone
- 1982 : Les Armes du pouvoir (Love and Money), de James Toback avec Ray Sharkey, Ornella Muti, Klaus Kinski : Lorenzo Prado
- 1982 : J'aurai ta peau (I, the Jury) de Richard T. Heffron d'après Mickey Spillane avec Barbara Carrera : Mike Hammer
- 1983 : Rage of Angels (TV) de Buzz Kulik avec Jaclyn Smith, Ken Howard, Kevin Conway : Michael Moretti
- 1984 : Faut pas en faire un drame (Unfaithfully Yours) de Howard Zieff avec Dudley Moore, Nastassja Kinski : Maxmillian Stein
- 1984 : L'Opération de la dernière chance (Why Me?) de Fielder Cook avec Glynnis O'Connor (en) (TV) : Dr James Stallings
- 1985 : Tous les fleuves vont à la mer avec Lesley Ann Warren, Ian McShane (télésuite en 4 épisodes) : Joseph Friedman
- 1986 : Stranger in My Bed avec Lindsay Wagner, Doug Sheehan (en) (TV) : Hal Slater
- 1986 : Une affaire meurtrière de John Korty avec Alan Arkin (TV) : Charles Macaluso
- 1986 : Belisaire, le Cajun de Glen Pitre : Belisaire Breaux
- 1987 : La nuit tombe sur Manhattan (Hands of a Stranger) avec Blair Brown, Beverly D'Angelo (TV) : Joe Hearn
- 1987 : Napoleon and Josephine: A Love Story avec Jacqueline Bisset, Stephanie Beacham, Anthony Higgins (feuilleton TV) : Napoleon Bonaparte
- 1988 : The Penitent de Cliff Osmond avec Raúl Juliá, Julie Carmen : Juan Mateo
- 1988 : Jack l'Éventreur (Jack the Ripper) (TV) : Richard Mansfield
- 1989 : Eternity (en) de Steven Paul (en) avec Jon Voight : Romi / Sean
- 1989 : Meurtre aux Bahamas - Passion and Paradise de Harvey Hart avec Catherine Mary Stewart, Mariette Hartley, Michael Sarrazin, Rod Steiger, Wayne Rogers (TV) : Alfred De Marigny
- 1989 : Animal Behavior de Kjehl Rasmussen et H. Anne Riley avec Karen Allen, Holly Hunter : Mark Mathias
- 1990 : Contre-enquête (Q & A) de Sidney Lumet avec Nick Nolte, Timothy Hutton : Roberto 'Bobby Tex' Texador
- 1991 : La Chanteuse et le Milliardaire (The Marrying Man) de Jerry Rees : Bugsy Siegel
- 1991 : Fever avec Sam Neill (TV) : Ray
- 1992 : Les Mambo kings (The Mambo Kings) d'Arne Glimcher : Cesar Castillo
- 1992 : 1492 : Christophe Colomb (1492: Conquest of Paradise) de Ridley Scott : Sanchez
- 1992 : Hoffa : Carol D'Allesandro
- 1993 : Fatal Instinct de Carl Reiner avec Sherilyn Fenn, Kate Nelligan, Sean Young : Ned Ravine
- 1994 : Blind Justice avec Elisabeth Shue, Robert Davi : Canaan
- 1994 : Trial by Jury de Heywood Gould avec Joanne Whalley, Gabriel Byrne, William Hurt : Rusty Pirone
- 1995 : Judge Dredd de Danny Cannon : Rico
- 1995 : Kidnapped (en) d'Ivan Passer d'après Robert Louis Stevenson (TV) : Alan Breck Stewart
- 1996 : Striptease d'Andrew Bergman : Lt. Al Garcia
- 1996 : Gotti (TV) : John Gotti
- 1997 : L'Odyssée (TV) : Ulysse
- 1999 : CSS Hunley, le premier sous-marin (The Hunley) (TV) : Lt. George Dixon
- 2000 : La Route d'Eldorado (The Road to El Dorado) d'Éric Bergeron : Tzekel-Kan (voix)
- 2000 : USS Charleston, dernière chance pour l'humanité (On the Beach) de Russell Mulcahy d'après Nevil Shute avec Rachel Ward, Bryan Brown (TV) : Commandant Dwight Towers
- 2000 : Les Légendes de Brooklyn (Looking for an Echo)) de Martin Davidson : Vince 'Vinnie' Pirelli
- 2001 : Last Run (en) d'Anthony Hickox avec Ornella Muti : Frank Banner
- 2001 : Orage aux Bahamas (After the Storm) d'après Ernest Hemingway avec Benjamin Bratt (TV) : Jean-Pierre
- 2001 : One Eyed King (en) avec William Baldwin, Chazz Palminteri : Holly
- 2002 : Témoin sous protection d'Anthony Hickox : Frank Carbone / Howard Akers
- 2002 : Partners in Action (uk) de Sidney J. Furie : Jack Cunningham
- 2003 : Tough Luck de Gary Ellis : Ike
- 2003 : Citizen Verdict avec Roy Scheider : Sam Patterson
- 2003 : Consequence d'Anthony Hickox avec Ricky Schroder : Sam Tyler / Max Tyler / Sam Burns
- 2005 : Ennemis publics de Karim Abbou et Kader Ayd avec Charles Aznavour, Richard Bohringer, Cyrielle Clair : Rosario
- 2005 : Dot.Kill (nl) de John Irvin : Charlie Daines
- 2005 : The Third Wish : Benefactor
- 2005 : Zerkalnie voyni: Otrazhenie pervoye de Vasili Chiginsky (Russie) avec Malcolm McDowell, Rutger Hauer : York
- 2005 : Two for the Money : Novian
- 2006 : Dead Lenny (uk) comédie de Serge Rodnunsky avec Nicole Eggert, Steven Bauer, John Heard : Tony Thick
- 2006 : Urgences (série télévisée) : Mr. Elliot
- 2006 : California Dreamin' (Sans fin) : le capitaine Jones
- 2006 : NCIS : Enquêtes spéciales (série TV) (saison 4 épisodes 14, 23 et 24) : René Benoit alias La Grenouille (marchand d'armes international)
- 2007 : American Gangster : Dominic Cattano
- 2008 : The Line avec Ray Liotta, Andy García, Esai Morales : Padre Antonio
- 2008 : The Man Who Came Back de Glen Pitre : Amos
- 2008 : Requins : L'Armée des profondeurs : Hamilton Lux
- 2009 : Chicago Overcoat
- 2009 : Locked (The Chaos Experiment) de Philippe Martinez : détective Mancini
- 2009 : Breaking Point (en) avec Tom Berenger : Marty Berlin
- 2010 : Commando de l'ombre (Shadows in Paradise) (TV) : Ghost
- 2010 : Chuck (série TV) : Alejandro Goya
- 2010 : Human Target : La Cible (série TV) : Joubert alias « le Vieux »
- 2013 : Dead Man Down de Niels Arden Oplev
- 2013 : La Vérité sur mon mari (Assumed Killer) (TV) : Aaron Banfield
- 2015 : New York, unité spéciale (TV) (TV) : Nicolas Amaro (saison 16 épisode 12)
- 2018 à 2019 : The Deuce : Mr.Martino (3 épisodes)

### Producteur
- 2005 : Dot.Kill (nl)

## Voix françaises
| - Jean Barney dans : - Jack l'Éventreur - 1492 : Christophe Colomb - Les Mambo Kings - Fatal Instinct - Gotti - L'Odyssée - American Gangster - Maurice Sarfati dans : - Le passé évanoui - CSS Hunley, le premier sous-marin - Requins : L'Armée des profondeurs - Jean Roche dans : - Contre-enquête - Urgences et aussi - Jacques Bernard dans La Taverne de l'enfer - Pierre Arditi dans La Bidasse - Georges Poujouly dans J'aurai ta peau - Philippe Peythieu dans La Chanteuse et le Milliardaire - Gérard Rinaldi dans Hoffa - Yves Beneyton dans Judge Dredd - François Siener dans Striptease - Féodor Atkine dans La Route d'Eldorado - Michel Papineschi dans Chicago Overcoat - José Luccioni dans Human Target : La Cible - Philippe Catoire dans Dead Man Down - Achille Orsoni dans La Vérité sur mon mari |